# Battaglia di Kušliki
La battaglia di Kušliki o di Kuszliki fu uno scontro combattuto tra esercito russo e polacco-lituano che ebbe luogo il 4 novembre 1661 nei pressi del villaggio di Kušliki durante la guerra russo-polacca del 1654–1667.
Una forza lituana di 14 000 uomini al comando del pułkownik Kazimierz Żeromski costruirono un accampamento fortificato sulla riva destra del fiume Daugava (presso il villaggio di Kušliki (in polacco Kuszliki) nel voivodato di Polack) e sconfisse il primo assalto di Ivan Andreevič Chovanskij il 24 settembre. Chovanskij si ritirò ma fece ritorno il 16 ottobre con un esercito ancora più grande (12 000 uomini e 18 pezzi d'artiglieria). Il 3 novembre una forza polacca di 14 000 uomini al comando del re Giovanni II Casimiro di Polonia e del regimentarz Stefan Czarniecki giunse sul posto e il 4 novembre sorprese le forze russe assaltando il loro accampamento. L'esercito russo venne sconfitto e i polacchi ne catturarono l'intero comparto di artiglieria.